# Thoracibidion lineatocolle
Thoracibidion lineatocolle är en skalbaggsart som först beskrevs av Thomson 1865.  Thoracibidion lineatocolle ingår i släktet Thoracibidion och familjen långhorningar.
Artens utbredningsområde är Paraguay. Inga underarter finns listade i Catalogue of Life.